# 牌九

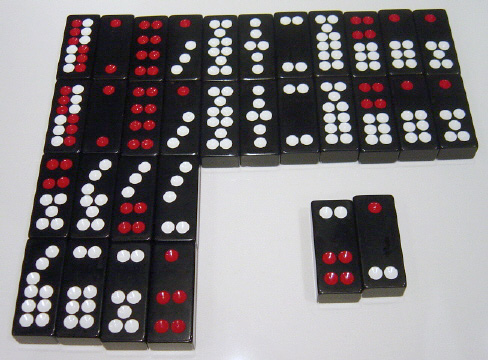
32隻牌九骨牌，上兩排是文牌，左下二排是武牌，右下兩張是至尊宝組合

推牌九，是中国傳統骨牌游戏，玩法是依據兩扇骨牌點數的不同組合，來比較大小，以決定勝負，據說牌九始於宋代。在小說鹿鼎記中也有出現相關遊戲。
牌九，即排出九的數目之意。牌九最大的對牌為“至尊寶”。

## 賭具
三十二隻骨牌 3～4顆骰子（注：若3顆骰子則顏色相同，4顆則其中1顆顏色不同，3顆或4顆依赌场而異。）；1個骰盅。

### 各牌名稱

#### 文子
在32隻牌當中，有11種牌有兩隻.這種成雙的牌稱文牌 或文子或叫「pair」。
| 牌 | 名稱                 | 點數 | 介紹 |
| -- | -------------------- | ---- | --- |
|    | 天牌                 | 12   | 紅6點，白6點，兩支牌共24點，象徵天候的二十四節氣，文牌中最大的牌。                                                                              |
|    | 地牌                 | 2    | 紅2點，兩支牌共4點，象徵大地東南西北4個方位。                                                                                                   |
|    | 人牌                 | 8    | 紅8點，兩支牌共16點，象徵仁義忠信、禮智廉恥、是非羞惡、惻隱辭讓十六項为人处事之道德。                                                           |
|    | 和牌、鵝牌、 爺      | 4    | 紅1點，白3點，狀似鵝，故有此稱呼。兩支牌共8點，象徵大和元氣流通八節（春節、元宵、清明、端午、中元、中秋、重陽、冬至），表示四海昇平，國泰民安。 |
|    | 梅花、梅牌           | 10   | 白10點，狀似梅花，故有此稱呼。 |
|    | 長三、長牌、長衫     | 6    | 白6點 |
|    | 板凳                 | 4    | 白4點，四點状似板凳四腿，故有此稱呼。 |
|    | 斧頭、虎頭           | 11   | 白11點 |
|    | 紅頭、紅頭十、屏風   | 10   | 紅4點，白6點 |
|    | 高腳七               | 7    | 紅1點，白6點 |
|    | 伶冧六、銅錘、銅錘六 | 6    | 紅1點，白5點 ，形狀仿如一柄銅錘，又仿如一朵伶仃的花冧（花蕾），文牌中最小的牌。                                                                 |

#### 武子
在32隻牌當中，有10隻牌沒有成雙。其中8隻有點數相同，但圖案不同的「對應牌」。而2種只有單獨一隻。這種牌共有10隻，稱武牌 或武子。
| 牌 | 名稱                                          | 點數                      | 介紹                                         |
| -- | --------------------------------------------- | ------------------------- | -------------------------------------------- |
|    | 雜九、紮九、武九                              | 9                         | 有兩種，一紅4點白5點,一白9點，武牌中最大的牌 |
|    | 雜八、紮八、武八                              | 8                         | 有兩種，都是白8點，但排列方式不同            |
|    | 雜七、紮七、武七                              | 7                         | 有兩種，一紅4點白3點,一白7點                 |
|    | 雜五、紮五、武五                              | 5                         | 有兩種，一紅5點，一白5點                     |
|    | 二四、大头六、大鸡、大鸡六、雜六、紮六 、武六 | 6，可當3用 (廣東牌九玩法) | 至尊牌之一， 紅4點，白2點                    |
|    | 么鸡、么鸡三、丁三、丁鸡、细鸡、雜三、紮三、武三  | 3，可當6用 (廣東牌九玩法) | 至尊牌之一， 紅1點，白2點，武牌中最小的牌    |

## 玩法
骨牌牌九的基本玩法就是以骨牌點數大小分勝負。骨牌牌九又分大牌九與小牌九，大牌九是每人四张牌，分为大小两组，分别与庄家比牌，全胜全败为胜负，一胜一败为和局；小牌九是每人两张牌，胜负立现，由於干脆利落，小牌九於民間流行較广，但正規賭場仍以大牌九為主。

### 遊戲流程
主要與莊家比大小，特別的是玩家可作莊與其他玩家對賭，也可轮流做莊。人数包括莊家通常是4人或8人。
各人下注後，由莊家将所有牌面朝下，开始砌牌，然后以8排每排4張排列。用骰子掷出点数，然后按顺序将牌分配到每个参与者手中。
分配牌的方法各赌场有异，以下是一种分牌顺序。
1. 各人先下注，然后由莊家抛骰子。
2. 依照骰子的点数，依逆时针方向派牌。例如：若八人玩，三颗骰子，莊家的点数是1、9、17。

玩家會有4隻牌，分開兩組，每組兩張。玩家可自行將四牌两两搭配，然後兩組牌朝下，小的点数橫擺放在前面，大的点数直擺放在后面(由於過於繁複已少人用，現在多不分大小橫直放)。然后每人与莊家比牌分胜负，必须前后都大于对方才算赢，前赢后输或前输后赢就是和局，前後都輸即輸。所以配牌必須讲究策略。
牌九另一種较灵活的赌法是可以轮流做莊，通常是由赌场做莊开始，然后依逆时针方向轮流做莊，玩家可以独自做莊或与赌场合伙做莊。

### 對牌大小順序
對牌或称對子，是成对的二牌。以下列的是所有对牌大小顺序。但算不算对牌因赌场而異。例如，天王、地王、天槓、地槓、天高九及地高九等，有些赌场并不列为对牌，尤其是天高九及地高九，或者叫做有function。
| 大小順序 | 對牌  | 名稱                           | 介紹 |
| -------- | ----- | ------------------------------ | --- |
| 最大     |       | 至尊宝，猴王對，皇帝，至尊天九 | 丁三配二四，歇後語“丁三配二四──绝配”由此而來，特点是点数3＋6＝9。二牌单牌点数很小但对牌最大，这就是可玩味之处。      |
| 第二     |       | 雙天，天托                     | 由两天牌组成 |
| 第三     |       | 雙地，地托                     | 由两地牌组成 |
| 第四     |       | 孖人，人托                     | 由两人牌组成 |
| 第五     |       | 孖和，和托，孖鵝，爺托         | 由两和牌组成 |
| 第六     |       | 孖梅，梅托                     | 由两梅花牌组成 |
| 第七     |       | 孖長，长托                     | 由两长三牌组成 |
| 第八     |       | 孖板凳                         | 由两板凳牌组成 |
| 第九     |       | 孖斧头                         | 由两斧头牌组成 |
| 第十     |       | 孖紅頭                         | 由两紅頭牌组成 |
| 第十一   |       | 孖高腳                         | 由两高腳七牌组成 |
| 第十二   |       | 孖零霖                         | 由两零霖六牌组成 |
| 第十三   |       | 雜九，紮九寶，武九             | 由两雜九牌组成 |
| 第十四   |       | 雜八，紮八寶，武八             | 由两雜八牌组成 |
| 第十五   |       | 雜七，紮七寶，武七             | 由两雜七牌组成 |
| 第十六   |       | 雜五，紮五寶，武五             | 由两雜五牌组成 |
| 第十七   | 配 或 | 天王,有function                | 天牌配任何一種9點牌，即天牌配杂九牌，特点是点数为12＋9＝21，算个位数是1，但大小順序排第十七，只恰好敗給在寶子(?)之下 |
| 第十八   | 配 或 | 地王,有function                | 地牌配任何一種9點牌，即地牌配杂九牌。特点是点数为2＋9＝11，算个位数是1，大小順序排第十八                             |
| 第十九   | 配 或 | 天槓，天牌八，天貫,有function  | 天牌配任何一種8點牌，即天牌配人牌或杂八牌。特点是点数为12＋8＝20，算个位数是0，大小順序排第十九                      |
| 第二十   | 配 或 | 地槓，地牌八，地貫有function   | 地牌配任何一種8點牌，即地牌配人牌或杂八牌。特点是点数为2＋8＝10，算个位数是0，大小順序排第二十                       |
| 第二十一 | 配 或 | 天高九                         | 天牌配任何一種7點牌，特点是点数为12＋7＝19，算个位数是9。                                                            |
| 第二十二 | 配 或 | 地高九                         | 地牌配任何一種7點牌，特点是点数为2＋7＝9，算个位数是9。                                                              |

### 沒有對牌則以二牌之和的個位數分勝負

二牌之和例子

若沒有以上的對牌，則以二牌之和的個位數分勝負.最大是9,最小是0。这也是牌九的名称由来，即排出九的数目之意。
例: 以兩隻牌組合為例
1. A.一鵝牌/和牌(4點)及 B.一雜五(5點)的組合，二牌點數之和為4+5=9，個位數為9，所以點數是9。 
2. A.一雜五(5點)及 B.一斧頭(11點)的組合，二牌點數之和為5+11=16，個位數為6，所以點數是6。 
3. A.一梅花(10點)及 B.一紅頭(10點)的組合，二牌點數之和為10+10=20，個位數為0，所以點數是0。 

四隻牌共可有三種不同擺牌方法組合

例: 以四隻牌組合為例 一板凳 (A), 一零霖六 (B), 一斧頭 (C), 一雜九 (D) 可有三種不同擺牌方法組合:
1. A 及 B 二牌點數之和 (0), C 及 D 二牌點數之和 (0) 　前 0 點、後 0 點
2. A 及 C 二牌點數之和 (5), B 及 D 二牌點數之和 (5) 　前 5 點、後 5 點
3. A 及 D 二牌點數之和 (3), B 及 C 二牌點數之和 (7) 　前 3 點、後 7 點
以圖中為例，若以賭場法則 (House way)方法擺牌，應以組合  A 及 C (5), B 及 D (5) 　前5點、後5點 之搭配比起其他兩種組合較為可取。

相同個位數如何分勝負 
雖同是5點，但也看配牌由天牌、地牌、人牌、和牌、梅牌.... 至....雜九、雜八、雜七、大雞、雜五、細雞牌出大小順序作比較。 

以上組合 2.為例
A 及 C (板凳 (牌出順序較高) + 斧頭) = 板凳 5點 
D 及 B (雜九 + 零霖 (牌出順序較高)) = 零霖 5點 
所以以點數大小及牌順序排列為: 前(較大)一組 板凳5點、後(較小)一組 零霖5點 (板凳牌出順序比零霖大)

又若任何組合, 玩家與莊家的牌一模一樣 (如相同是板凳 + 斧頭 = 板凳 5點), 即所謂「食夾棍」莊家優勢通吃, 那組便是為莊家勝。
單獨丁三牌及二四牌可以作 3點 或 6點 
大細雞可變比較特別，戰前是沒有。清代小說有關推牌九大細雞亦無變，於近幾十年香港澳門才盛行，可叫作廣東牌九例；亦因中國禁賭多年，只有澳門能與國際其他賭場接軌，促進中西賭博文化交流帶出牌九(Pai Gow)及骰寶(Sic Bo)，所以如今世界各大賭場包括美洲，歐洲，澳洲及東南亞等牌九賭臺上，大細雞可變亦已成慣例。

例: 歌詞來自鄭君綿的「賭仔自嘆」
「拎林六　長衫六　高腳七　仲有一隻大頭六　二三更　瓜老襯　輸到我木」

若獲得一張零霖六牌及一張二四牌(大頭六/大雞)，原本視為6+6=12，只有2點，全局前後組合為 6+6=12 及 6+7=13，即前2點、後3點，所謂二三更的意思。

如今賭場例丁三牌(丁雞/細雞)、二四牌(大頭六/大雞)可以視情況作3點 或 6點，全局前後組合為 6+7=13 及 6+可以視為3=9，現即前3點、後9點。

單獨丁三牌(丁雞/細雞)及二四牌(大頭六/大雞)可以作 3點 或 6點令全局配牌方法更多，取勝或保守策略選擇更廣，整體遊戲趣味性更豐富。

## 另見
- 天九